# Archiduque

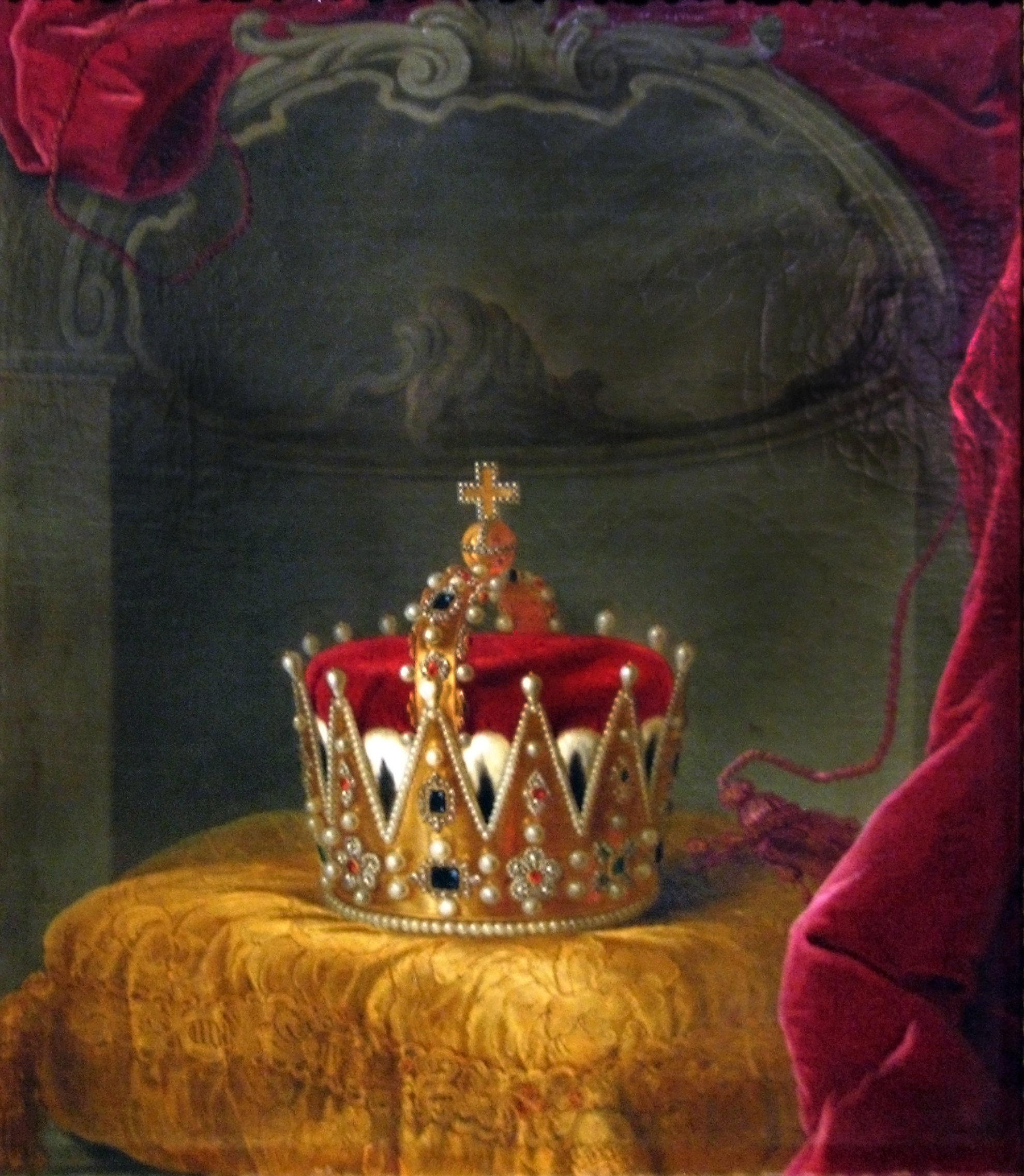
Birreta archiducal, utilizada por los Archiduques de Austria hasta el.

El título nobiliario de archiduque (femenino: archiduquesa; en alemán Erzherzog y en femenino Erzherzogin) es un título equivalente al de Príncipe en el Imperio austrohúngaro. Está por debajo del Emperador o Rey, pero es muy extraño como título autónomo y además tiene otros usos de los que se le daban en todo lo relacionado con el antiguo Sacro Imperio Romano Germánico, del que una gran parte de Europa estaba excluida.

## Historia
El título latino "archidux" aparece por primera vez en referencia a Bruno el Grande, que gobernó simultáneamente como arzobispo de Colonia y duque de Lotaringia en el siglo X, en la obra de su biógrafo Ruotger de Colonia. En Ruotger, el título servía como un título honorífico que denotaba la posición inusual de Bruno en lugar de un cargo formal.
El título no se utilizó sistemáticamente hasta el siglo XIV, cuando el título de «Archiduque de Austria» fue inventado en el Privilegium Maius (1358-1359) falsificado por el duque Rodolfo IV de Austria, llamado Rodolfo el Fundador (en alemán: Rudolf der Stifter). Rodolfo originalmente reclamó el título en la forma palatinus archidux («archiduque palatino»). El título pretendía enfatizar la precedencia reclamada (de ahí «Archiduque») del Ducado de Austria, en un esfuerzo por poner a los Habsburgo en un nivel de igualdad con los Príncipes Electores del Sacro Imperio Romano Germánico, ya que Austria había sido ignorada cuando la Bula de Oro de 1356 asignó esa dignidad a los cuatro príncipes imperiales seculares de más alto rango y tres arzobispos. El emperador del Sacro Imperio Romano Germánico Carlos IV se negó a reconocer el título, al igual que todas las demás dinastías gobernantes de los países miembros del Imperio. Pero el duque Ernesto I "el Hierro" y sus descendientes asumieron unilateralmente el título de Archiduque.
El título archiducal no fue reconocido oficialmente hasta 1453 por el emperador Federico III, cuando los Habsburgo habían consolidado su control sobre el trono del emperador del Sacro Imperio Romano Germánico elegido de iure, haciéndolo hereditario de facto. A pesar de esa autorización imperial del título, que mostraba a un emperador del Sacro Imperio Romano Germánico de la dinastía de los Habsburgo decidiendo sobre una reclamación de título de la dinastía de los Habsburgo, muchas dinastías gobernantes de los países que formaban el Imperio se negaron a reconocer el título de "Archiduque". Ladislao el Póstumo, duque de Austria, que murió en 1457, nunca obtuvo en vida la autorización imperial para usarlo y, en consecuencia, ni él ni nadie de su rama de la dinastía usó nunca el título. El propio emperador Federico III utilizó simplemente el título de "duque de Austria", nunca el de archiduque , hasta su muerte en 1493. El título fue otorgado por primera vez al hermano menor de Federico, Alberto VI de Austria (fallecido en 1463), quien lo utilizó al menos desde 1458.
En 1477, Federico III también concedió el título de archiduque a su primo hermano, Segismundo de Austria, gobernante de Austria Anterior (en alemán : Vorderösterreich). El hijo y heredero de Federico, el futuro emperador Maximiliano I, comenzó a utilizar el título, pero aparentemente solo después de la muerte de su esposa María de Borgoña (fallecida en 1482), ya que el título de archiduque nunca aparece en los documentos emitidos conjuntamente por Maximiliano y María como gobernantes en los Países Bajos (donde Maximiliano todavía se titula "duque de Austria"). El título aparece por primera vez en documentos emitidos bajo el gobierno conjunto de Maximiliano y su hijo Felipe en los Países Bajos.
El archiduque fue inicialmente asumido por aquellas dinastías que gobernaban un territorio de los Habsburgo, es decir, sólo por varones y sus consortes, siendo los infantazgos comúnmente distribuidos a los cadetes . Pero estos archiduques "juniors" no se convirtieron por ello en gobernantes hereditarios soberanos, ya que todos los territorios permanecieron en manos de la corona austríaca. Ocasionalmente, un territorio podía combinarse con un mandato de gobernador separado gobernado por un cadete archiducal.

## Uso
A partir del siglo siglo XVI, el término «archiduque» y su forma femenina, «archiduquesa», pasaron a ser utilizados por todos los miembros de la Casa de Habsburgo (por ejemplo, la reina María Antonieta de Francia nació como archiduquesa, con el nombre de María Antonia de Austria). Tras la extinción de la línea masculina de los Habsburgo y el matrimonio de su heredera, la emperatriz consorte del Sacro Imperio Romano Germánico María Teresa, reina de Hungría y archiduquesa de Austria, con Francisco Esteban, duque de Lorena, que fue elegido emperador del Sacro Imperio Romano Germánico, sus descendientes formaron la Casa de Habsburgo-Lorena. Tras la disolución del Sacro Imperio Romano Germánico, este uso se mantuvo en el Imperio austríaco (1804-1867) y el Imperio austrohúngaro (1867-1918).
El uso oficial de los títulos nobiliarios y de todos los demás títulos hereditarios, incluido el de archiduque, ha sido ilegal en la República de Austria para los ciudadanos austríacos desde la Ley de abolición de la nobleza (Gesetz vom 3. April 1919 über die Aufhebung des Adels, der weltlichen Ritter- und Damenorden und gewisser Titel und Würden), por lo que los miembros de la familia Habsburgo que residen en la República de Austria son conocidos simplemente por su nombre y su apellido Habsburgo-Lorena. Sin embargo, los miembros de la familia que residen en otros países pueden o no usar el título, de acuerdo con las leyes y costumbres de esas naciones.
Por ejemplo, Otón de Habsburgo-Lorena (1912-2011), el hijo mayor del último emperador Carlos I, era ciudadano austríaco, húngaro y alemán. Como vivía en Alemania, donde está permitido utilizar títulos hereditarios como parte del apellido civil (incluidas las indicaciones de origen, como von o zu), su nombre civil oficial era Otto von Habsburg (literalmente: Otto de Habsburgo), mientras que en Austria estaba registrado como Otto Habsburg.
El rey de España, Felipe VI, también lleva el título nominal de Archiduque de Austria como parte de su lista completa de títulos, ya que la dinastía Borbón adoptó todos los títulos que anteriormente tenían los Habsburgo españoles cuando tomaron posesión del trono español. Sin embargo, los Borbones españoles nunca consideraron el "Archiduque" como una dignidad sustancial de su propia dinastía, sino más bien como un título complementario tradicional de los reyes españoles desde los días de la dinastía de los Habsburgo en el trono real (1516-1700). Por lo tanto, ningún miembro de la familia real que no sea el Rey lleva el título (adicional) de "Archiduque".
|                                                    |
| Busto del Archiduque Leopoldo Guillermo de Austria |

| |
| El heredero al trono austrohúngaro, el archiduque Francisco Fernando (derecha) con su familia. Fernando, junto con su esposa, fue asesinado en Sarajevo en 1914, lo que desencadenó la Primera Guerra Mundial. |

## Otros usos dinásticos de los Habsburgo
Como el gran príncipe (a menudo traducido por error como gran duque; el equivalente en alemán es Großfürst, no Großherzog) en la Rusia Imperial, archiduque se usaba como título para otros príncipes de la Casa de Habsburgo, que fuesen señores de territorios en Austria pero sin ser ellos mismos los herederos del soberano (a veces, incluso, podía estar combinado con un cargo de gobierno distinto), ya que todos los territorios permanecían ligados a la corona austríaca.
Desde el siglo XVI en adelante, archiduque o su fórmula en femenino, archiduquesa, pasó a ser usado por todos los integrantes de la Casa de Habsburgo, de un modo similar a como otras casas reales usan el título de príncipe. Por ejemplo, la reina María Antonieta de Francia nació siendo archiduquesa de Austria. Esta costumbre se mantuvo en la España de los Austrias (1516-1700), la Monarquía del Danubio (1556-1804), el Imperio austríaco (1804-1867) y en el Imperio austrohúngaro (1867-1918).
Con la abolición de la monarquía, los títulos y el sistema de la nobleza fueron también abolidos de Austria. De esta manera aquellos miembros de la extensa familia Habsburgo que son ciudadanos de la actual República de Austria son conocidos únicamente por sus nombres de pila y su apellido Habsburg-Lothringen (Habsburgo-Lorena). El uso de títulos como archiduque es de hecho ilegal en Austria. Aun así, algunos miembros de la familia que son ciudadanos de otros países, como Alemania, donde los títulos se han añadido a los nombres, pueden usar el título.

## Símbolo
La insignia del Archiduque de Baja y Alta Austria era el sombrero archiducal, una corona que se conserva en el Monasterio de Klosterneuburg

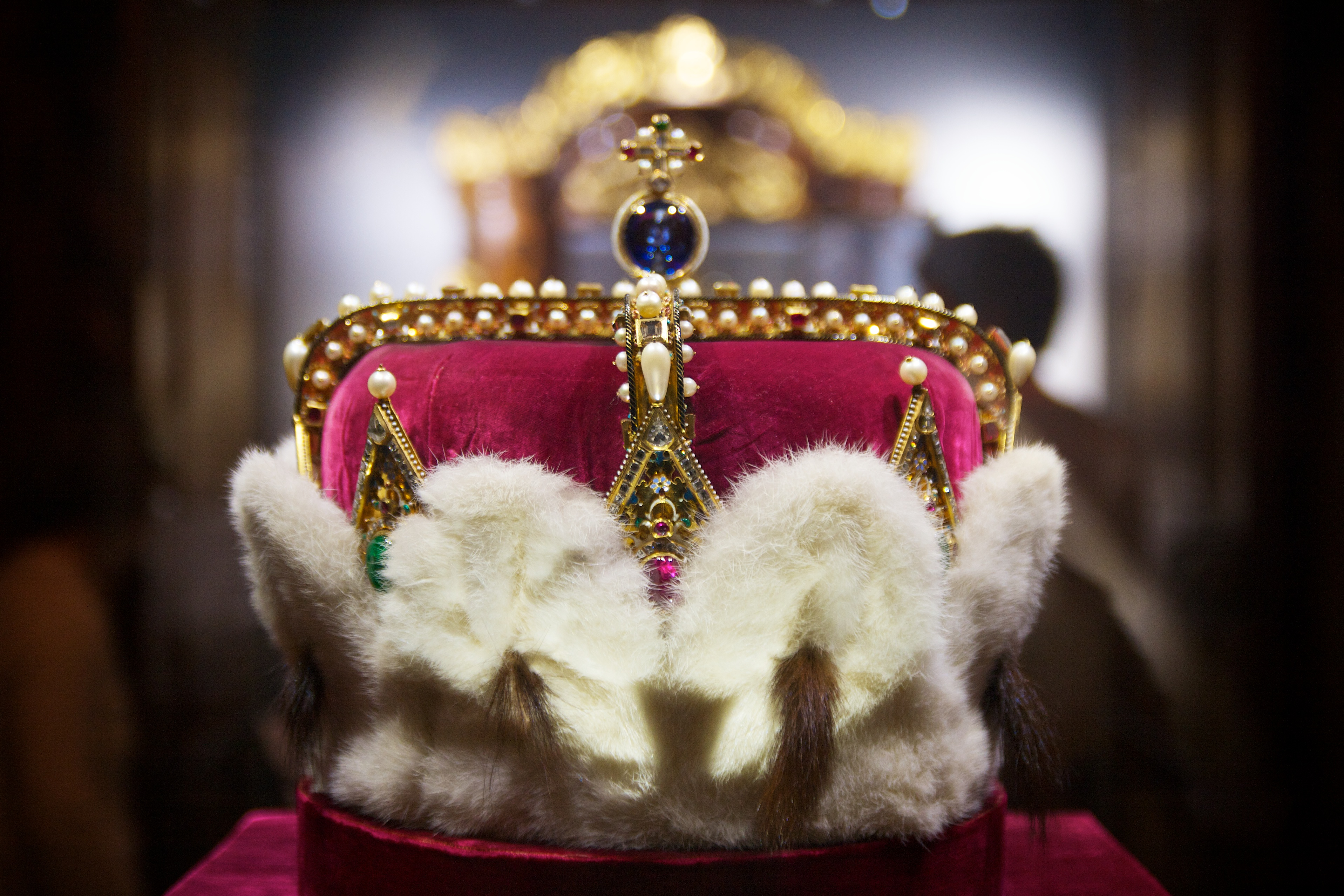
Corona archiducal

Escudo del Archiducado de Austria con la corona archiducal como timbre